# Emil Wolf
Emil Wolf (30. července 1922 Praha – 2. června 2018) byl česko-americký fyzik. Věnoval se zejména fyzikální optice - difrakci, soudržnosti optických polí, spektroskopii částečně koherentního záření a teorii přímého rozptylu a inverzního rozptylu.

## Životopis
Narodil se v Praze. Po německé okupaci odešel do Itálie, posléze do Francie, a v roce 1940 do Spojeného království, kde pracoval pro československou vládu v exilu. Po válce zůstal v Británii a začal se věnovat fyzice. V roce 1948 ji vystudoval na univerzitě v Bristolu. Na univerzitě v Edinburghu ho vedl nositel Nobelovy ceny Max Born. Ten z něho učinil jednoho z nejoblíbenějších žáků a spolu také napsali Základy optiky, jednu ze standardních učebnic optiky běžně známou jako "Born a Wolf". Studia dokončoval na Manchesterské univerzitě. V roce 1959 odešel do Spojených států amerických, kde mu byla nabídnuta pozice na univerzitě v Rochesteru. Tam byl profesorem optické fyziky. Získal též americké občanství. V roce 1978 byl zvolen prezidentem Americké optické společnosti.
K jeho nejvýraznějším objevům patří tzv. Wolfův efekt. Stal se zakladatelem moderní teorie optické koherence, když dokázal, že pozorovatelnost interferenčních proužků souvisí nejen se spektrálními, ale také se statistickými vlastnostmi světla.
Získal řadu ocenění v oboru (Max Born Award ad.), v roce 1991 ho ocenila Československá akademie věd, svou zlatou medailí. Od roku 1997 byl členem Učené společnosti ČR.
Časopis Vesmír v roce 2002 spočítal, že je třetím nejcitovanějším českým fyzikem.